# Lissonota punctiventrator
Lissonota punctiventrator är en stekelart som beskrevs av Aubert 1977. Lissonota punctiventrator ingår i släktet Lissonota och familjen brokparasitsteklar. Arten är reproducerande i Sverige. Utöver nominatformen finns också underarten L. p. epomidia.